# あの娘と野菊と渡し舟
「あの娘と野菊と渡し舟」（あのことのぎくとわたしぶね）は、氷川きよしの22枚目のシングル。2011年2月2日に日本コロムビアから発売された。

## 収録曲

### Aタイプ
- 全曲編曲：伊戸のりお

1. あの娘と野菊と渡し舟
作詞：水木れいじ／作曲：水森英夫
2. ベイサイド・ブギ
作詞：かず翼／作曲：桧原さとし
3. あの娘と野菊と渡し舟（オリジナル・カラオケ）
4. ベイサイド・ブギ（オリジナル・カラオケ）
5. あの娘と野菊と渡し舟（半音下げオリジナル・カラオケ）
6. あの娘と野菊と渡し舟（半音下げオリジナル・カラオケ ガイドメロ入り）

### Bタイプ
- 全曲作詞：水木れいじ／編曲：伊戸のりお

1. あの娘と野菊と渡し舟
作曲：水森英夫
2. 夜明けの十字路
作曲：杜奏太朗
3. あの娘と野菊と渡し舟（オリジナル・カラオケ）
4. 夜明けの十字路（オリジナル・カラオケ）
5. あの娘と野菊と渡し舟（半音下げオリジナル・カラオケ）
6. あの娘と野菊と渡し舟（半音下げオリジナル・カラオケ ガイドメロ入り）